# Tipula (Eumicrotipula) brethesiana
Tipula (Eumicrotipula) brethesiana is een tweevleugelige uit de familie langpootmuggen (Tipulidae). De soort komt voor in het Neotropisch gebied.